# 板橋倫行
板橋 倫行（いたばし ともゆき、1902年〈明治35年〉 - 1961年〈昭和36年〉）は、国文学者、評論家。

## 人物・来歴
東京銀座生まれ。新潟高等学校 (旧制)を経て、1926年東京帝国大学文学部東洋史学科卒。早稲田大学講師を務めた。芸文同人誌『双魚』主宰。小川晴暘、會津八一、安藤更生と交遊があった。多くの論文を発表するが不遇のうちに1957年から病臥、58歳で死去した。1978年評論集の刊行が始まったが第一巻でとだえた。

## 著作

### 単著
- 『万葉集の詩と真実』淡路書房新社〈淡路全書 4〉、1961年5月。 NCID BN10573042。全国書誌番号:61007475。
- 『大仏造営から仏足石歌まで 万葉論集』せりか書房〈板橋倫行評論集 第1巻〉、1978年7月。 NCID BN00962478。全国書誌番号:21748245。

### 執筆
- 早稲田大学史学会 編「横浜ホテル逸事」『史学論文集 浮田和民博士記念』六甲書房、1943年9月。 NCID BN11453443。全国書誌番号:54007610。
- 「仏教と文学」『図説日本文化史大系』 第3巻、小学館、1956年11月。 NCID BN02993155。全国書誌番号:50006550。
  - 「仏教と文学」『図説日本文化史大系』 第3巻（改訂新版）、小学館、1965年11月。 NCID BN03332148。全国書誌番号:50006460。
- 解釈学会 編「土橋の大寿司――漱石の思いちがい」『夏目漱石・森鷗外の文学 『解釈』所収論文集』教育出版センター〈シリーズ文学 4〉、1976年。 NCID BN08688802。全国書誌番号:75015415。

### 校訂
- 景戒『日本国現報善悪霊異記』春陽堂、1929年5月。 NCID BN12101102。全国書誌番号:47014224。
- 『今鏡』朝日新聞社〈日本古典全書〉、1950年11月。 NCID BN01947345。全国書誌番号:51001698。
- 景戒『日本霊異記』角川書店〈角川文庫 1061〉、1957年1月。 NCID BN08384047。全国書誌番号:57002012。

### 共著
- 板橋倫行、李家正文『象 少年少女のために』目黒出版社、1949年9月。全国書誌番号:22209543。

### 共訳
- エフ・ミュラーリヤー 著、不破祐俊・板橋倫行 訳『婚姻・家族及び親族の諸形式』内外出版印刷、1930年4月。 NCID BN05973959。全国書誌番号:47030865。

## 参考
- 谷沢永一「板橋倫行評論集」『読書人の園遊』
- 『板橋倫行評論集』